# Alison de Vere
Alison de Vere (Peshawar, 16 de septiembre de 1927- Saint Just, Cornualles, 2 de enero de 2001) fue una animadora británica. Sus realizaciones más famosas son los cortos The Black Dog y Psyche and Eros.

## Vida
Nació cerca de Peshawar, en la actual Pakistán, donde estaba destinado su padre, suboficial del ejército británico. A la edad de tres años se trasladó a Londres. Estudió arte en Brighton y en la Royal Academy of Arts.
En 1951 entró a trabajar como escenógrafa en el estudio Halas and Batchelor, del que acabaría siendo directora. En los años 60', tras dejar el estudio, trabajó por su cuenta realizando publicidad, documentales y diseñando efectos especiales. En 1967 trabajó como animadora en dos capítulos de la serie The Beatles y colaboró en Yellow Submarine (1968) como supervisora de escenarios, apareciendo en un pequeño cameo en la secuencia de Eleanor Rigby.
En los años 70' su producción es aclamada y premiada en los diversos festivales donde se presenta y en los 80' montó una productora propia (Alison de Vere Animation), donde trabajó para Channel Four. En este contexto creó dos de sus obras más conocidas, The Black Dog (1987) y Psyche and Eros (1994).
Entre 1993 y 1995 realizó la animación de 11 episodios de la serie infantil para televisión The Animals of Farthing Wood (Los animales del bosque). Hasta el final de su vida trabajó en la realización de series televisivas infantiles de animación.

## Filmografía selecta
- Two Faces (1969): corto (4 min.) basado en un poema que habla del poder del amor, los obstáculos, la añoranza, el paso del tiempo.
- Café Bar (1975): «una historia de sólida estructura y hermoso trazo sobre un hombre y una mujer que se encuentran en un café»[1]
- Mr. Pascal (1979): un bello cuento sobre un zapatero solitario que desclava de un crucifijo a un Cristo de tamaño natural. Nominado a los premios BAFTA en 1980[3] y vencedor ex aequo en el Festival Internacional de Annecy.[4]
- Silas Marner (1983): mediometraje basado en la novela homónima de George Eliot.
- The Black Dog (1987): su obra más famosa. Primer premio del Festival Internacional de Cine de Odense.[5]
- The Angel and the Soldier Boy (1989) Película infantil para la televisión (30 minutos).[6]
- Psyche and Eros (1994): sobre dibujos de su marido, el pintor alemán Karl Weschke, se recrea el mito recogido por Apuleyo en El asno de oro.
- A Small Miracle (2002): mediometraje de 25 minutos sobre una historia navideña, producido y realizado en Alemania y estrenado póstumamente.[7]